# 서울 안양암 지장시왕도
서울 안양암 지장시왕도(서울 安養庵 地藏十王圖)는 서울특별시 종로구 창신동, 안양암에 있는 일제강점기의 불화이다. 2004년 9월 30일 서울특별시의 문화재자료 제17호로 지정되었다.

## 개요
현재 명부전 지장삼존상 뒤에 걸려 있는 이 작품은 두건을 쓴 지장보살(地藏菩薩) 및 도명존자(道明尊者), 무독귀왕(無毒鬼王) 등 지장삼존을 중심에 놓고 좌우에 시왕과 판관, 사자, 옥졸, 선악동자, 사천왕 등을 배치한 그림으로 1924년 6월 고산(古山) 스님에 의해 제작된 작품이다.
7폭을 붙여 한 폭으로 완성한 작품으로 모두가 완전하게 남아 있는데 이 작품 역시 지장사의 불화와 마찬가지로 횡폭으로 길게 그린 점이 특징이다.
또 좌우 권속들의 얼굴을 음영법으로 처리한 기법은 고산당(古山堂) 축연(竺演)의 화풍을 잘 보여주고 있다.
이 그림에도 다음과 같은 화기가 남아 있어 제작연대 및 제작자를 알 수 있다.

佛紀二千九百五十七年 甲子六月□日

緣化秩

證明海峰 會主性月 持殿蓮心 誦呪錦雨

金魚古山 普應 鶴松 茶角 供司李地藏

監督金正因

住持

李太俊 施主淸信女 尙宮壬寅生李氏

化主

正音心一切

유형문화재로 지정하기는 어려우나 제작연대와 제작자가 분명하고 고산(古山) 스님의 화파(畵派)를 파악하는 자료로서의 가치가 있으며 원형도 잘 유지되어 있다는 점에서 문화재자료로 지정한다.

## 참고 자료
- 안양암 지장시왕도 - 국가유산청 국가유산포털